# Jan Mazoch
Jan Mazoch (n. 5 septembrie 1985, Čeladná⁠(d), Republica Socialistă Cehă, Cehoslovacia) este un fost săritor cu schiurile ceh. Mazoch este nepotul legendarului săritor cu schiurile ceh Jiří Raška.

## Carieră
Și-a făcut debutul în Cupa Mondială la 13 martie 2002 la Falun, în Suedia. A devenit membru permanent al echipei naționale a Cehiei în 2003. A luat parte la Campionatele Mondiale din 2003 (Val di Fiemme, Italia) și 2005 (Oberstdorf, Germania) și a fost membru al delegației Cehiei la Olimpiadele de Iarnă din 2002 și 2006.
Pe 20 ianuarie 2007, într-o etapă de Cupă Mondială desfășurată la Zakopane, Mazoch a căzut la aterizare din cauza unei puternice rafale de vânt, suferind o contuzie craniană și a fost ținut în comă artificială mai multe zile. Totuși întrecerea de la Zakopane a fost întreruptă, numai după săriturile altor patru schiori. Datorită vântului puternic manșa a doua a fost anulată și rezultatele din prima manșă au fost considerate finale. Mazoch care se afla după prima manșă pe locul 15, a obținut astfel cea mai bună clasare într-o etapă de Cupă Mondială, din carieră.
Pe 20 iunie 2007, Mazoch a devenit tatăl unei fetițe, pe nume Viktoria.

## Date personale
- înălțime: 179 cm
- greutate: 66,5 kg (2006)
- Club: TJ Dukla Liberec
- rezultate notabile: 
  - olimpiadă: 2 participări, cel mai bun loc ocupat: 35
  - Cupa Mondială: locul 15 (Zakopané)
  - Cupa continentală: locul 1 (Zakopané)
  - FIS Cup: locul 1 (Harrachov)
  - Campionatul de juniori: locul 3 (Solleftea)